# Гюневка
Гю́невка (укр. Гюнівка) — село,
Гюневский сельский совет,
Приморский район,
Запорожская область,
Украина.
Код КОАТУУ — 2324880801. Население по переписи 2001 года составляло 601 человек.
Является административным центром Гюневского сельского совета, в который, кроме того, входит село
Радоловка.

## Географическое положение
Село Гюневка находится у истоков реки Чокрак,
ниже по течению на расстоянии в 3 км расположено село Елисеевка.

## История
Село основали в 1862 году болгары-переселенцы и выходцы из Харьковской и Киевской губерний на месте ногайского поселения Кахнас.
После ликвидации Приморского района 19 июля 2020 года село вошло в Бердянский район.

## Экономика
- «Гюнов», ЧП.
- «Энгельса», КСП.

## Объекты социальной сферы
- Школа І—ІІ ст.[2]
- Детский сад.
- Дом культуры.
- Фельдшерско-акушерский пункт.